# Museo del Cine - Colección Tomàs Mallol
El Museo del Cine - Colección Tomàs Mallol se encuentra en Gerona, España, en un edificio incluido en el Inventario del Patrimonio Arquitectónico de Cataluña.

## El museo

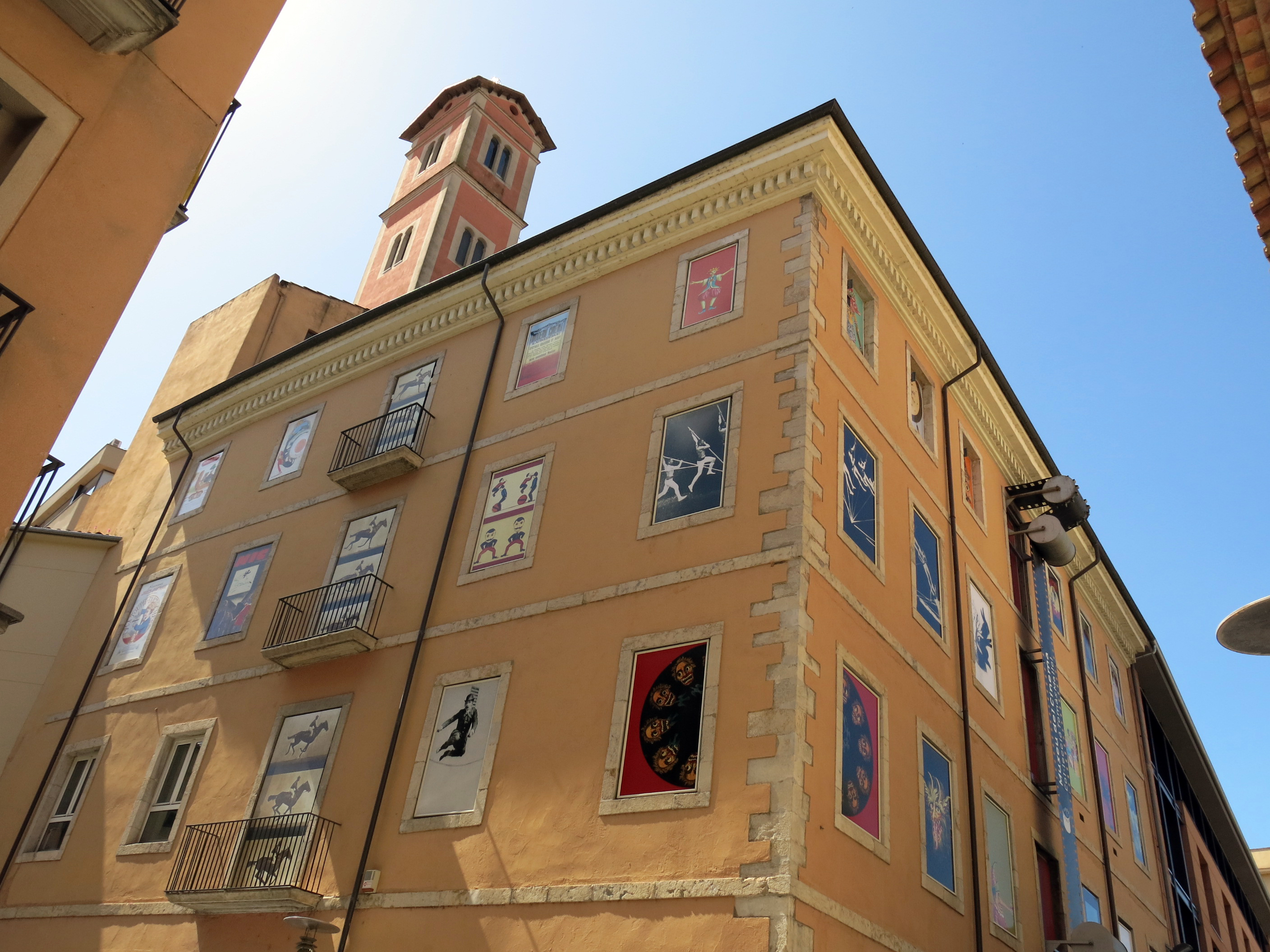
Edificio del museo del cine

El Museo del Cine se inauguró el 8 de abril de 1998 en un edificio del centro de la ciudad de Gerona.
La visita a la exposición permanente permite hacer un viaje a través de 400 años de historia de la imagen en movimiento y conocer cuáles son los antecedentes del cine como técnica y como espectáculo visual, y cómo fueron los inicios del séptimo arte hasta la llegada de la televisión. También muestra las raíces de nuestra cultura visual, tan importante y tan presente en nuestra realidad actual. La interactividad del montaje de la exposición permanente y la veintena de audiovisuales que hay garantizan que la visita sea recomendable para público de todas las edades.
La Colección Tomàs Mallol de objetos cinematográficos y precinematográficos es la base de la exposición permanente. Reunida durante más de treinta años por Tomàs Mallol y adquirida por el Ayuntamiento de Gerona el 1994, es una de las colecciones más importantes a nivel mundial de su género.

## Recorrido por el museo
El museo se organiza en una serie de ámbitos:

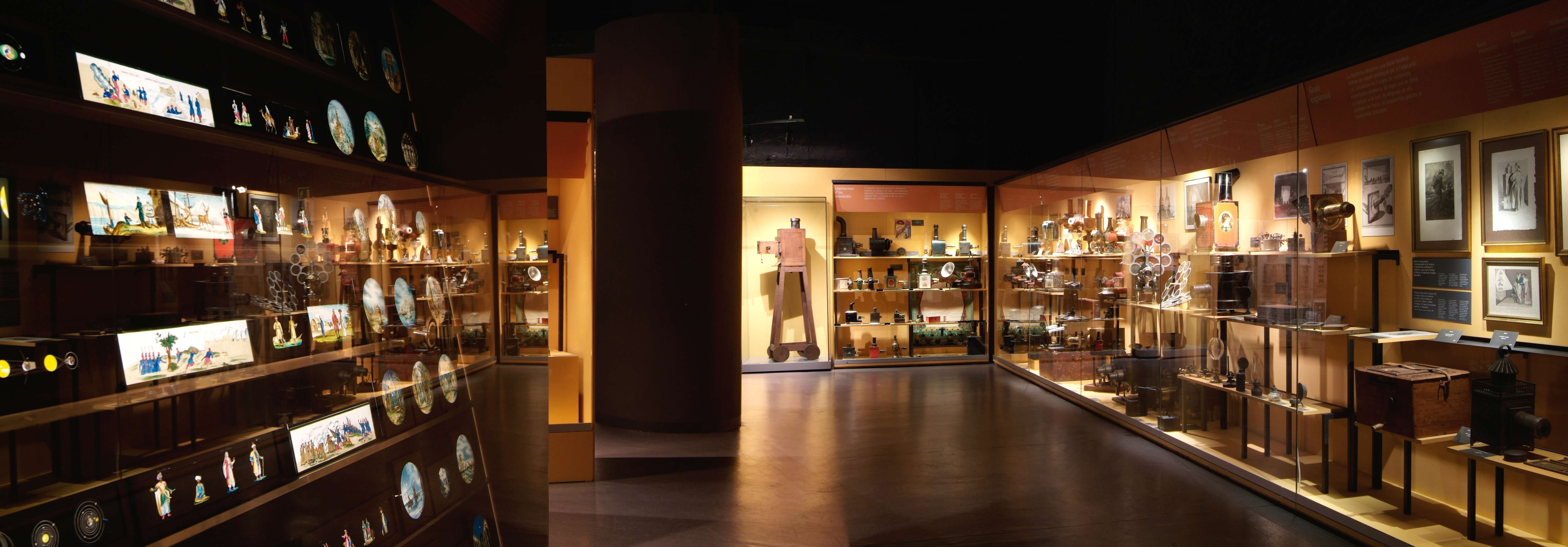
Exposición permanente del Museo del Cine. Gerona (Foto: J.M. Oliveras)

### Saliendo de las sombras
El teatro de sombras es el precedente más remoto de los espectáculos con imágenes en movimiento sobre una pantalla. Por primera vez, la luz y la sombra se utilizan para explicar historias. 
Su origen es confuso, pero se sabe que surgió en el Extremo Oriente (China, Indonesia, Japón, India, etc.) alrededor del siglo III Las representaciones de estos espectáculos estaban basadas en historias o leyendas de origen mitológico propias de aquellos países. 
Comerciantes y viajeros que tratan con Oriente introducen el teatro de sombras primero en Turquía y Grecia, en el siglo XIV, y posteriormente en Europa Occidental, a partir del siglo XVII. En esta última zona geográfica se representaban especialmente historias populares. 
En Europa Occidental, el teatro de sombras nunca alcanzó el éxito que tuvo en Oriente, principalmente debido a la popularización del espectáculo de la linterna mágica, que se difundió por Occidente al mismo tiempo. 
A finales del siglo XIX se produjo cierta recuperación de las representaciones del teatro de sombras en Europa, especialmente en salas de espectáculos, cabarés y teatros. Su máximo exponente fue la sala parisina Le Chat Noir, donde las representaciones adquirieron una alta complejidad técnica, con efectos de sonido y de luz, orquesta, etc.

### El hechizo de una lámpara. La linterna mágica
Doscientos años antes del invento del cine, la linterna mágica convierte por primera vez la proyección de imágenes en una forma de espectáculo multitudinario ya sea para entretener, informar o también como instrumento pedagógico.
La linterna mágica, que disfrutó de una gran popularidad sobre todo a lo largo del siglo XIX, es el precedente más claro del cine como técnica y como espectáculo visual. Se trata de un proyector de imágenes pintadas sobre una placa de vidrio, inventado a mediados del siglo XVII por Christian Huygens. A veces esta placa de vidrio está mecanizada, para poder animar las imágenes proyectadas, pero con un movimiento rudimentario.
Merece atención especial el espectáculo de la fantasmagoría, una proyección de linterna mágica de gran complejidad técnica que se llevó a cabo sobre todo a finales del siglo XVIII y primer tercio del XIX.

### Fijando la imagen del mundo. La caja de óptica y la fotografía
Las cajas de óptica: ver el mundo por un agujero. En los siglos XVII y XVIII se consiguen herramientas para que la mano del hombre pueda calcar las imágenes captadas por la cámara oscura. Paralelamente, las cajas ópticas o Mondo Nuovo permiten a los espectadores ver, sin moverse del sitio, ciudades y parajes lejanos, a través de estas imágenes conocidas como vistas ópticas contempladas en el interior de una caja y a través de un agujero con una lente.
La fotografía: la química substituye al pintor. A partir de 1839, y gracias a la química, se pueden fijar permanentemente las imágenes captadas por la cámara oscura. Es la fotografía, capaz de reproducir con precisión los acontecimientos efímeros, capturando las apariencias y ofreciendo al ojo humano una nueva y más real percepción de la realidad.

### La imagen toma movimiento

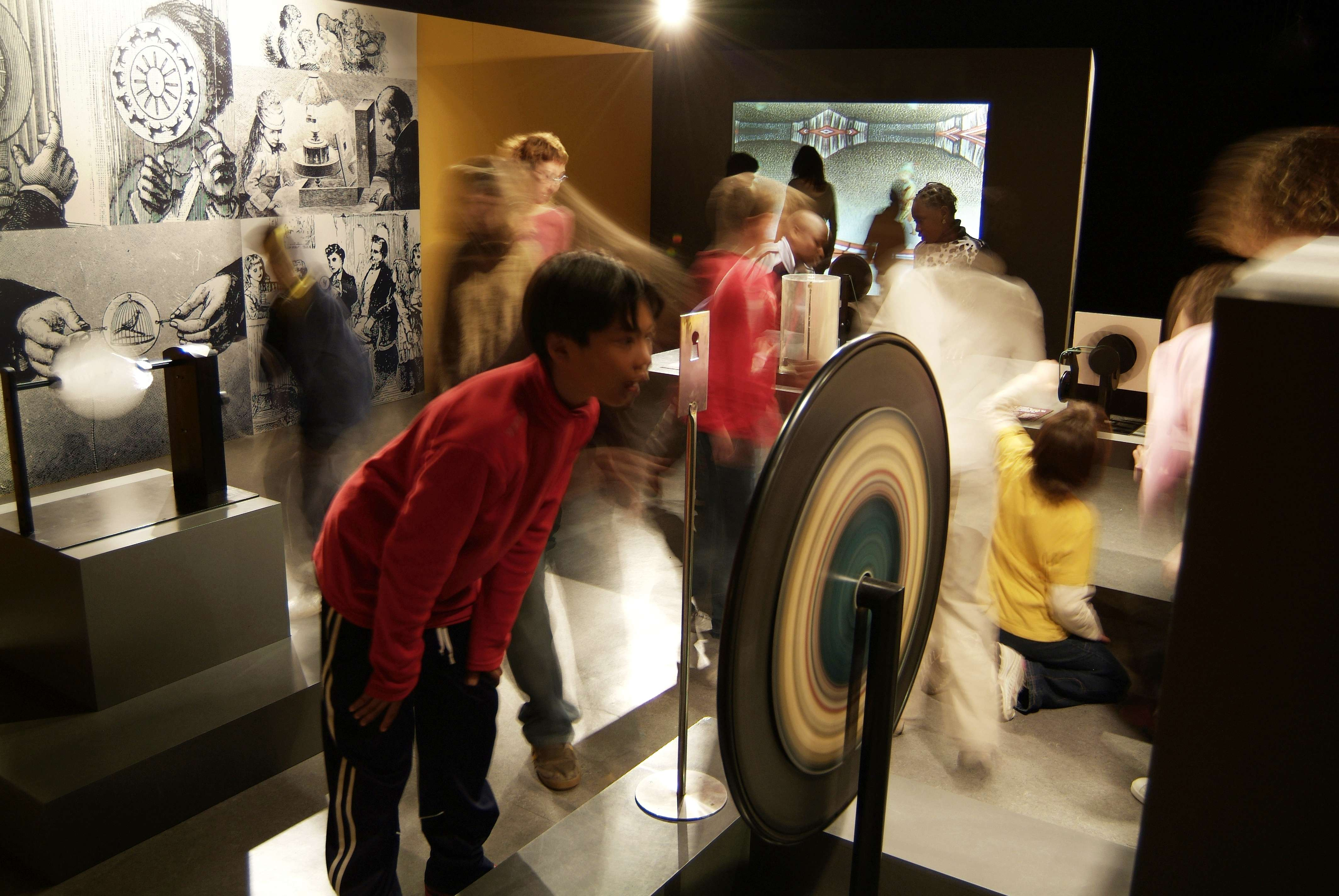
Vista del ámbito "La imagen toma movimiento" de la exposición permanente del Museo del Cine. (Foto: J.M. Oliveras)

La imagen se anima. A finales del siglo XVIII y a principios del XIX diversos científicos ponen al descubierto que, a causa de las deficiencias de la percepción del ojo humano, la visualización a gran velocidad de imágenes estáticas genera una ilusión de movimiento. Las imágenes son solo dibujos de la secuencia de un movimiento, que se anima repetitivamente.
Para demostrarlo, se diseñaron diversos aparatos como el fenaquistiscopio, el zootropo, el praxinoscopio... que rápidamente se convirtieron en juguetes comercializables de gran éxito y que pusieron al alcance del gran público la posibilidad de ver cómo una imagen (un dibujo) se movía.

### La carrera hacia el cine
En los veinte años anteriores al invento del cine (1875-1895), científicos e inventores de todo el mundo inician una carrera cada vez más frenética hacia el descubrimiento de un aparato que permita la proyección de imágenes fotográficas en movimiento. Es la carrera definitiva hacia el cine.
En este apartado encontramos a los grandes precursores: Eadweard Muybridge y sus experimentos para descomponer fotográficamente el galope de un caballo, Etienne-Jules Marey y su cronofotografía o fotografía del movimiento, Émile Reynaud y el teatro óptico, el primer espectáculo de proyección de dibujos animados; Thomas Alva Edison y el quinetoscopio, un visor individual de películas que incorpora ya un filme de celuloide de 35 mm de ancho y con perforaciones, y un largo etcétera de inventores y científicos que, con más o menos éxito, fueron haciendo aportaciones hasta la definitiva de los hermanos Lumière y su cinematógrafo.

### Los hermanos Lumière

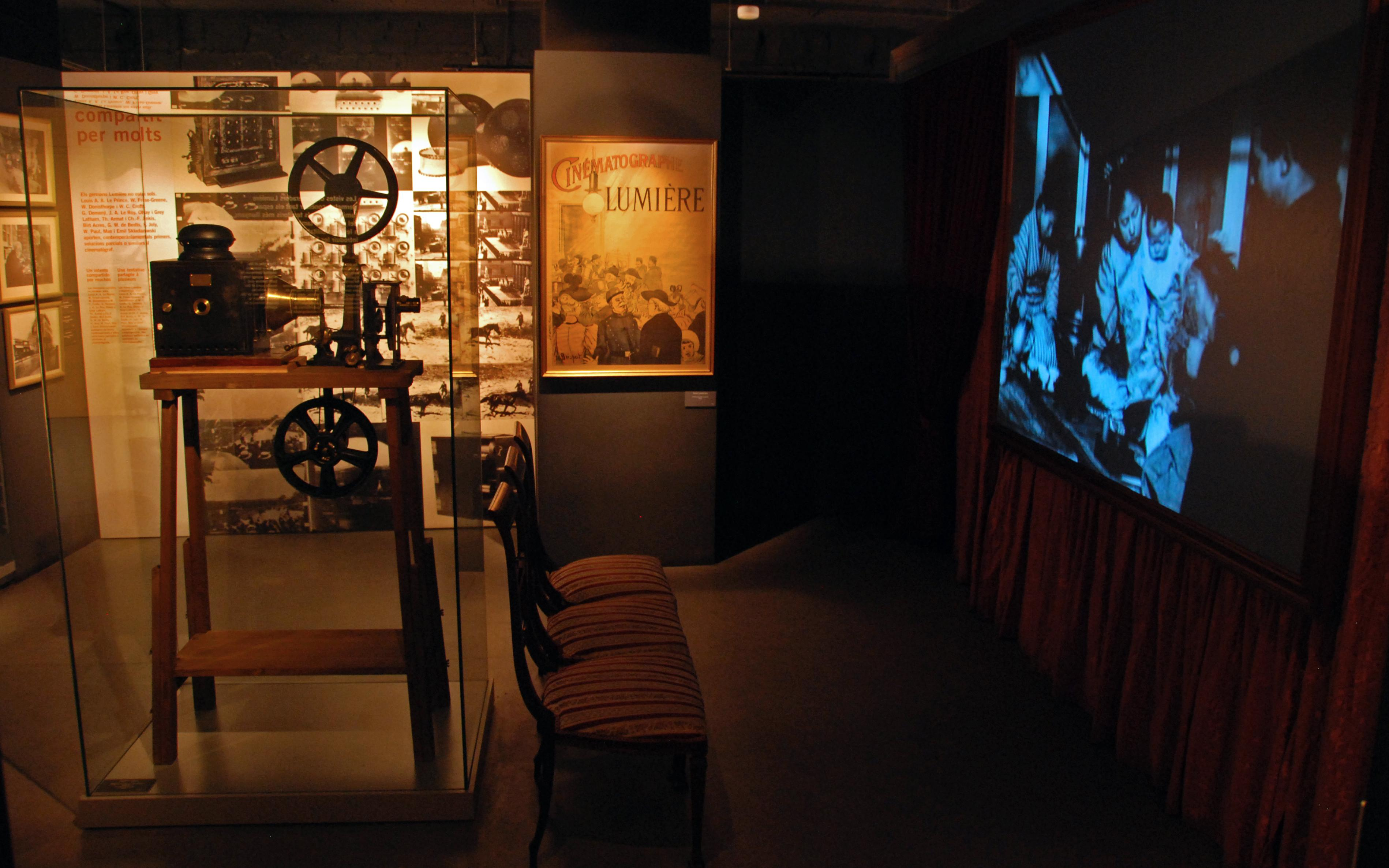
Ámbito "Los hermanos Lumière". Proyector Cinématographe Lumière (1897) (Foto: MdC)

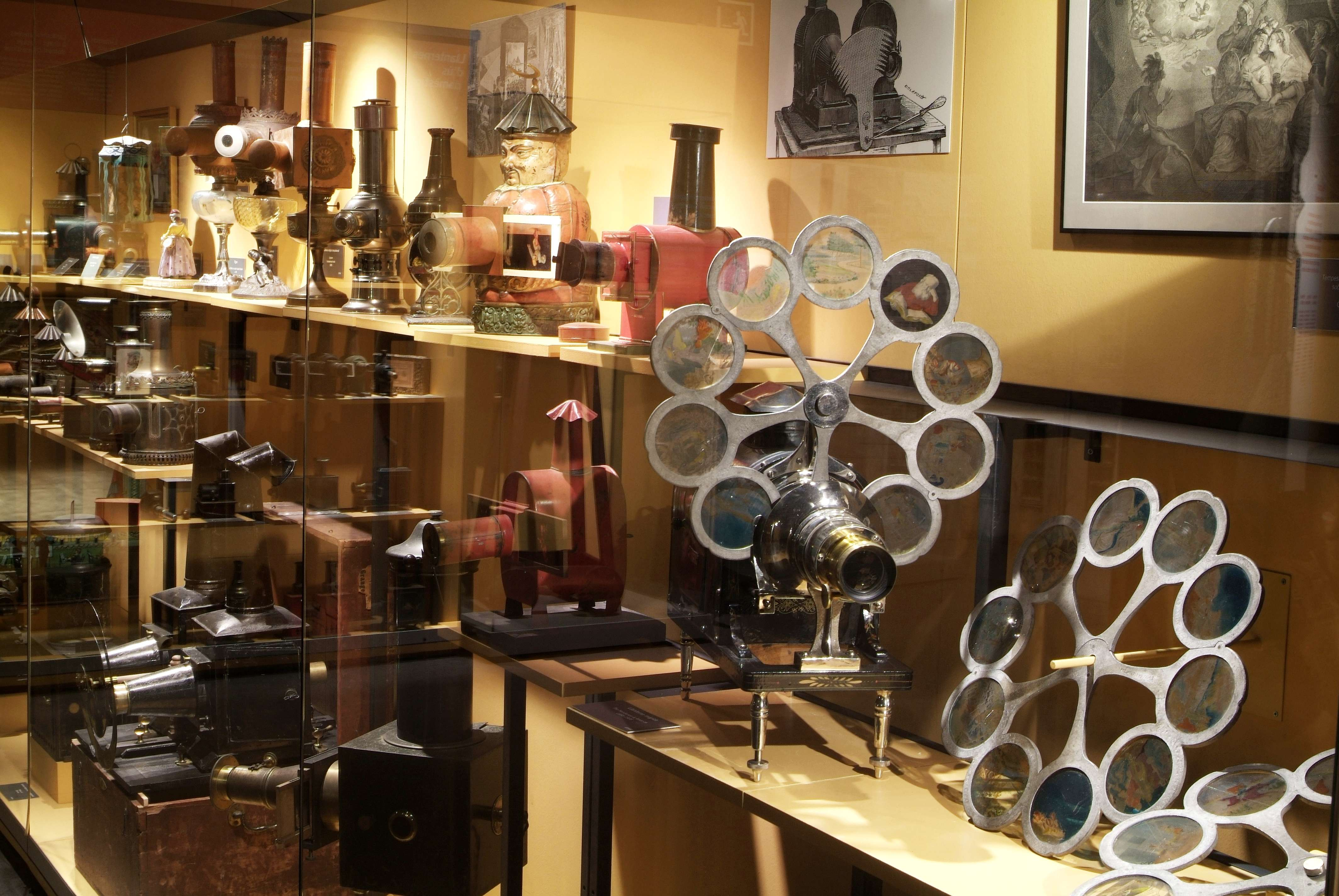
Museo del Cine. Gerona (Foto: J.M. Oliveras)

El 28 de diciembre de 1895 los hermanos Lumière presentaron en el Salón Indien, situado en el sótano del Gran Café de París, la primera proyección pública de pago realizada con un aparato de su invención: el cinematógrafo. El público salió atónito y sorprendido. Las proyecciones fueron un gran éxito desde la primera sesión y a partir de aquí se extendió por todo el mundo con una rapidez inusitada. El invento se llamó el Cinématographe Lumière y con él nació el cine.

### Las herramientas del cine
A partir de las primeras películas de los hermanos Lumière y de las nuevas experiencias cinematográficas de Georges Méliès, el cine se convirtió en mucho más que una gran curiosidad. Al poco tiempo, aumentó la duración de las primeras películas, los relatos fueron cada vez más complejos y las proyecciones de cine dejaron de ser un complemento de otros espectáculos. Empezaron a abrirse lujosas salas de cine y se incorporó el sonido a la imagen en movimiento. Nacía una gran industria del espectáculo. 
Paralelamente a la evolución tecnológica e industrial, el cine fue descubriendo su lenguaje visual propio, con la fuerza expresiva del primer plano, la sintaxis narrativa del montaje y nuevos recursos narrativos que hicieron del cine también un gran arte. 
El éxito del cine desde el primer momento es incuestionable, y enseguida se convirtió en el espectáculo y el arte más extendido y popular del mundo.

### El cine infantil. El Cine NIC
La magia de hacer cine no se redujo únicamente a un pequeño círculo de profesionales o de adultos, sino que también se fabricaron aparatos pensados y construidos para ser utilizados por los niños. 
El primer gran juguete cinematográfico, por difusión y popularidad, fue un aparato creado y producido en Cataluña por la empresa Proyectores NIC, SA. Comercializado con el nombre de Cine NIC, fue patentado en Barcelona el 25 de abril de 1931 por los hermanos Tomàs y Josep M. Nicolau Griñó. Consistía en un simple proyector de imágenes que solo tenía un movimiento de dos tiempos. El éxito del Cine NIC fue rotundo, también internacionalmente y se vendieron numerosas patentes del aparato fuera del país. Este éxito provocó que otras empresas, especialmente catalanas y valencianas, empezasen a fabricar también sus propios modelos de proyectores destinados al público infantil. 
El Cine NIC y otros proyectores similares supusieron para muchos niños y niñas descubrir la magia de poder hacer cine.

## Piezas destacadas
- Figura para teatro de sombras javanés. El teatro de sombras javanés se denomina wayang kulit, nombre que reciben también sus figuras, realizadas en piel de animal muy trabajada con incisiones y coloreadas artesanalmente. Se representaban en él historias mitológicas ancestrales de la tradición oral, como por ejemplo el Ramayana. Héroes, demonios, monstruos y otros personajes mitológicos eran los principales protagonistas de este teatro de sombras, uno de los más famosos del Extremo Oriente, y que aún hoy se representa como parte de su cultura tradicional.[1]
- Figura para teatro de sombras occidental. Esta silueta es un buen ejemplo de las figuras que se usaban en las representaciones del teatro de sombras en Europa a lo largo del siglo XIX. Está realizada en metal, es totalmente negra y tiene las extremidades articuladas. Representa al personaje principal de una historia popular, El diablo de la cesta, de la que se publicó también un libreto con los diálogos de la obra.[2]
- Esfera china. Se trata de una esfera de metal con perforaciones que dibujan distintas imágenes florales, animales o geométricas. Incorpora en su interior una vela que se enciende y se mantiene siempre vertical gracias a un sistema interior de anillas. Este objeto se usaba para proyectar las sombras de las perforaciones de la esfera en las paredes de una habitación a oscuras. Si convenía, se podía hacer rodar la esfera por el suelo, lo que imprimía movimiento a las sombras proyectadas.[3]
- Linterna mágica de fantasmagoría. Este aparato es una linterna mágica perfeccionada de la primera mitad del siglo xix que podía realizar todas las técnicas de proyección propias de los espectáculos de la fantasmagoría (retroproyección, proyección de cuerpos opacos, movimiento del proyector, enfoque y desenfoque de la imagen, regulación de la intensidad de la luz...). Estos espectáculos son una parte importante de la historia de las proyecciones de imágenes antes del cine, sobre todo por las innovaciones técnicas que aportaron.[4]
- Placa de vidrio de linterna mágica. Cabeza de monstruo o demonio pintada sobre una placa de vidrio para ser proyectada, con una linterna mágica, en un espectáculo de fantasmagoría. Es una placa mecanizada que permite el efecto de mover los ojos del monstruo. Los espectáculos de fantasmagoría tienen una ambientación y una puesta en escena muy cuidada y la proyección se hacía por detrás de la pantalla (retroproyección) para evitar que el público viese el proyector. El fondo negro de la imagen permitía eliminar el recuadro delimitador de la proyección, lo cual delataría el truco.[5]
- Linterna mágica de doble objetivo. Esta linterna de doble objetivo, conocida como biunial, es un proyector de imágenes para uso profesional. Constaba de dos objetivos, que proyectaban la imagen sobre el mismo encuadre de la pantalla, y dos sistemas de iluminación independientes. Con este aparato, mientras se proyectaba una imagen en la pantalla, la otra podía ser cambiada sin interrumpir la proyección. También se lograba con él el efecto de proyección conocido como fundido encadenado o dissolving views. Este tipo de linternas aparecieron en el Reino Unido a partir de 1857, y se llegaron a fabricar incluso con tres objetivos.[6]
- Mondo Nuovo o caja de óptica. Ejemplar único, por sus dimensiones, de caja de óptica encontrada en una masía cerca de Vic el 1999. Este se colocaba en un espacio público. En su interior, sobre cinco atriles, uno para cada una de las cinco lentes, se colocaban cinco vistas ópticas. Estas vistas ópticas eran grabados coloreados con imágenes de ciudades y parajes de todo el mundo. El espectador observaba la imagen a través de la lente, con un marcado efecto de realismo y profundidad para la época.[7]
- Vista óptica. Las vistas ópticas eran grabados coloreados a mano realizados especialmente para ser contemplados a través de la lente de una caja de óptica. Las imágenes, realizadas mediante la cámara oscura, tenían una perspectiva muy acusada, para proporcionar sensación de profundidad. Los temas representados podían ser muy variados: paisajes urbanos, calles, plazas, monumentos, jardines, interiores de grandes edificios, etc. En la época del máximo auge del espectáculo de la caja de óptica, también denominada mondo nuovo, en la segunda mitad del siglo XVIII, existían cuatro grandes centros de producción de vistas ópticas: Londres, París, Bassano y Augsburgo. Esta producción se distribuía por toda Europa.[8]
- Poliorama panóptico. Aparato para uso doméstico o familiar inventado por Lemaire a mediados del siglo XIX e inspirado en los espectáculos públicos del mondo nuovo o caja de óptica. Se trata de una caja portátil con una lente en su parte frontal, que permite la visualización de una vista óptica. Esta vista óptica es translúcida, y el cambio en la incidencia de la luz permite variar la condición de la imagen. Por ejemplo, si la luz incide en la parte de delante de la vista, la imagen visualizada se representa a pleno día; si el rayo luminoso entra por detrás, la imagen se transforma en nocturna.[9]
- Cámara fotográfica de cajón para daguerrotipos. Las cámaras fotográficas tipo cajón fueron los primeros modelos de cámaras que existieron. Se utilizaban para la técnica fotográfica del daguerrotipo y procedimientos contemporáneos. Consistía en dos cajones, uno dentro del otro, el desplazamiento de los cuales permitía el enfoque de la imagen. Su uso se extendió desde 1839 hasta mediados del siglo XIX. Tanto la preparación de la placa para realizar un daguerrotipo como su revelado posterior eran procesos lentos, complicados y, en algunos momentos, peligrosos.[10]
- Fenaquistiscopio. Inventado por Joseph Plateau el 1832, este aparato consiste en un disco con ranuras sobre las cuales se ordenan doce o más imágenes de las fases sucesivas de un movimiento. Mediante tuercas y tornillos, el disco se fija al extremo de una varita o eje y se hace girar delante de un espejo. La imagen reflejada por el espejo y observada a través de las ranuras toma un movimiento constante y natural. El fenaquistiscopio fue el primer aparato que animó una imagen.[11]
- Praxinoscopio de proyección. El praxinoscopio de proyección fue el primer aparato que se comercializó (1882) capaz de proyectar dibujos animados, mucho antes que se pudieran proyectar imágenes fotográficas en movimiento (cine). Fue inventado por Émile Reynaud, considerado el padre de las proyecciones de cine de dibujos animados y uno de los precursores del cine, tomando como base y fusionando la técnica del praxinoscopio, para la animación de las imágenes, y la de la linterna mágica, para su proyección.[12]
- Coreutoscopio. Inventado por Beale en 1866, era un mecanismo para la proyección animada de dibujos mediante una linterna mágica, sobre la base de la teoría de la persistencia retinal. Estaba formado por una placa de vidrio en la que se habían pintado, sobre fondo negro, varios dibujos de la secuencia del movimiento de un esqueleto. Esta placa estaba montada sobre un mecanismo con cruz de Malta, que hacía avanzar la imagen de repente. Este mecanismo fue el que más tarde se utilizó en los sistemas de arrastre intermitente de las películas en las cámaras y proyectores cinematográficos.[13]
- Cronofotografía "Daisy galloping saddled". En 1877 Eadweard Muybridge realizó en Palo Alto (California) la primera secuencia fotográfica de un animal en movimiento (el galope de un caballo). El sistema utilizado fue una batería de doce cámaras fotográficas colocadas una al lado de la otra. En los años posteriores, Muybridge realizó más de cien mil fotografíes de animales o personas en movimiento, una parte de las cuales se reprodujeron fotográficamente (calotipos) o se editaron en diversos libros.[14]
- Cartel "Pantomimes Lumineuses". En 1892 Émile Reynaud inició las representaciones estables del teatro óptico en el Musée Grévin de París bajo el nombre de Pantomimes Lumineuses, que duraron hasta el 1900, con un total de 12.800 representaciones ante más de medio millón de espectadores. El teatro óptico proyectaba sobre una pantalla un filme de dibujos animados de entre seis y quince minutos de duración. Es considerado el antecedente de las proyecciones de dibujos animados en las salas de cine. La técnica del teatro óptico se basa en la del praxinoscopio, también inventado por Reynaud.[15]
- Cámara-proyector Cinématographe Lumière. Patentado el 13 de febrero de 1895 por los hermanos August y Louis Lumière, el Cinématographe Lumière podía grabar fotográficamente imágenes en movimiento a razón de dieciséis imágenes por segundo (dos giros de manivela) sobre una película de celuloide de 35 milímetros perforada (una perforación en ambos lados de cada fotograma) y de diecisiete metros de largo. Este aparato también podía proyectar imágenes (incorporando una linterna mágica como fuente de luz) y tirar copias de películas. Con un aparato como este se realizaron las primeras proyecciones de cine.[16]
- Kinetoscopio. El kinetoscopio era un visor individual de películas inventado por T. A. Edison y su ayudante Dickson. Fue presentado en 1891 y comercializado en 1894. Se trataba de una caja de madera de 123 cm de altura, con un visor en su parte superior, que permitía ver las imágenes en movimiento de un film que rodaba a gran velocidad de forma continua dentro del aparato. Las películas, de 35 mm de ancho, con perforaciones, de 15 m de largo y 750 fotogramas aproximadamente, estaban montadas dentro del aparato en forma de complicados bucles. El promedio de visión era de entre 30 y 40 imágenes por segundo.[17]
- Proyector cinematográfico Cinématographe Lumière. Proyector de cine construido por la factoría Lumière que, como novedad, incorpora un brazo para admitir rollos de película de hasta 300 metros. La linterna mágica, que le sirve de fuente de luz, es de la empresa Molteni. Dado que la cámara-proyector Cinématographe Lumière era un aparato muy caro, los Lumière fabricaron también aparatos únicamente de proyección económicamente mucho más asequibles.[18]
- Cámara Demeny. Se trata de una de las primeras cámara-proyector de cine que se comercializaron. Deriva de un prototipo fallido ideado por Georges Demeny en 1893. Este modelo permite la proyección de películas de 35 mm no perforadas. En los años posteriores sufrió distintas actualizaciones técnicas, una de ellas para poder grabar y proyectar películas con bobinas de 100 m de largo.[19]
- Cartel "Cinématographe Lumière". Segundo cartel publicitario realizado con motivo de las primeras proyecciones de cine de los hermanos Lumière. La primera proyección pública de cine con entrada de pago del cinematógrafo se celebró el 28 de diciembre de 1895, en el Salón Indien del Grand Café, en el Boulevard des Capucines de París. Este cartel, que sustituía un confuso cartel anterior, representa a un grupo de personas de clase alta que están disfrutando de una proyección de cine, concretamente del film L’arroseur arrosé.[20]
- Proyector: Le Cinépar. Proyector de películas de la época de los orígenes del cine. Permite proyectar películas de 35 mm con perforación Lumière (una perforación a ambos lados de cada fotograma). La fuente de luz era de poca potencia, y el objetivo, muy sencillo, de modo que este proyector solo era útil para proyecciones con público y pantalla reducidos.[21]
- Proyector de cabina de cine. Reconstrucción, con los aparatos originales, de la cabina de proyección de la sala de cine de Torroella de Fluvià. En este pueblo vivía Tomàs Mallol, artífice de la colección que se muestra en la exposición permanente del Museo del Cine. Es un ejemplo de la típica cabina de proyección de una sala de cine de pueblo. Entre los años 1930 y 1970, las pequeñas salas de cine estuvieron presentes en la mayor parte de los pueblos de nuestro país, donde proyectaban programas dobles de cine que hacían las delicias de grandes y pequeños.[22]
- Proyector Cine NIC. El Cine NIC fue el primer proyector de imágenes en movimiento pensado para ser utilizado por los niños. Comercializado a partir de 1931, es obra de los hermanos Tomàs y Josep Maria Nicolau Griñó de Barcelona. A partir de este modelo inicial, y de su sencillo mecanismo de funcionamiento, se fabricaron numerosos modelos y variantes hasta 1974, cuando la fábrica cerró sus puertas. Cine NIC Sonoro, Cine NIC TV y Super Cine NIC fueron algunos de sus modelos más celebrados.[23]
- Cine ISUAR. Un año después de la comercialización del primer Cine NIC, otra empresa de Barcelona presentó este nuevo proyector, que pretendía aprovechar el éxito inicial del Cine NIC. A diferencia de este, en el Isuar Cinema las imágenes se animan mediante un sistema basado en el mutoscopio, un aparato precinematográfico de animación de imágenes.[24]
- Película de Cine NIC. Las películas del Cine NIC estaban formadas por dos bandas horizontales de dibujos iguales, excepto por la parte del dibujo, que tenía movimiento. El trazo del dibujo era sencillo y preciso. Se crearon series de personajes propios de la empresa NIC, como Miau, Nikito, Tom el Cowboy, etc. Esta película fue dibujada en la época de la Guerra Civil Española, cuando la fábrica Proyectores NIC fue colectivizada. Durante aquel tiempo, prosiguió la fabricación de proyectores y películas, pero estas últimas con los títulos en catalán.[25]

## Reconocimientos
El Museo del Cine ha recibido diversos premios y distinciones, entre los cuales cabe destacar los siguientes:
- La nominación a finalista en el “European Museum of the Year Award” (1999)

- El Premio González Sinde (2003), que otorga la Academia de las Artes y las Ciencias Cinematográficas de España que premia instituciones que han trabajado para el uso del medio cinematogràfico con finalidades sociales.

- El “Premi Nacional de Patrimoni Cultural” (2006) otorgado por la Generalidad de Cataluña por la labor de Tomàs Mallol en la recuperación de material cinematográfico y ponerlo al alcance de todos los ciudadanos.

- El premio “Marta Mata de Pedagogia”, otorgado por la “Associació de Mestres Rosa Sensat” por la propuesta de un museo atractivo para niños y jóvenes.[26]